# الدوري السويدي الدرجة الأولى 2013
الدوري السويدي الدرجة الأولى 2013 (بالسويدية: Division 1 i fotboll för herrar 2013)‏ هو موسم من الدوري السويدي الدرجة الأولى. فاز فيه أي كي سيريوس.